# Діденко Максим Авксентійович
Макси́м Авксе́нтійович Діде́нко (21 січня (3 лютого) 1904 , Мотовилівська Слобідка, Васильківський повіт, Київська губернія, Російська імперія  — невідомо ) — український радянський партійний діяч, 1-й секретар Житомирського обкому КП(б)У. Член ЦК КП(б)У (червень 1938 — травень 1940, фактично — до грудня 1938). Депутат Верховної Ради УРСР першого скликання (1938).

## Біографія
Народився 21 січня (3 лютого) 1904 року в родині селянина-бідняка в селі Мотовилівська Слобідка, тепер Фастівський район, Київська область, Україна. У 1916 році закінчив сільську школу у селі Мотовилівська Слобідка. У квітні 1918 — грудні 1919 року — у наймах в заможних селян села Клеківки Білоцерківського повіту. У січні 1920 — лютому 1922 року — вантажник головного складу Південно-Західної залізниці в Києві.
У березні 1922 — червні 1923 року — курсант, начальник кулеметної школи автобронетанкової бригади в Москві. У липні 1923 — грудні 1924 року — начальник кулемету, механік бронепоїзду № 27 «Буря» в Ленінграді. У 1923 році вступив до комсомолу.
У січні 1925 — серпні 1930 року — робітник, завідувач агітаційно-пропагандистського колективу ВКП(б) Ленінградського заводу «Красный треугольник». Член ВКП(б) з березня 1926 року.
У 1929 році закінчив вечірній робітничий факультет при Ленінградському технологічному інституті. У вересні 1930 — червні 1933 року — студент, аспірант, культпропагандист, заступник секретаря, секретар партійного комітету Ленінградського східного інститут імені Єнукідзе. У 1933 році закінчив Ленінградський східний інститут і здобув спеціальність сходознавця.
У липні 1933 — січні 1935 року — начальник політичного відділу Білоусівської машинно-тракторної станції (МТС) Вознесенського району Одеської області.
У лютому — серпні 1935 року — інструктор відділу культурно-просвітницької роботи ЦК КП(б)У. У вересні 1935 — листопаді 1937 року — інструктор відділу керівних партійних органів ЦК КП(б)У.
У грудні 1937 — лютому 1938 року — 1-й секретар Молотовського районного комітету КП(б)У міста Києва.
У лютому — травні 1938 року — 1-й секретар Організаційного бюро ЦК КП(б)У по Житомирській області. У травні — грудні 1938 року — 1-й секретар Житомирського обласного і міського комітетів КП(б)У.
26 червня 1938 року обраний депутатом Верховної Ради УРСР по Житомирській першій виборчій окрузі № 27 Житомирської області.
10 грудня 1938 року був рекомендований Політбюро ЦК КП(б)У на посаду керуючого Укрлегпостачу.
30 грудня 1938 року заарештований у Києві. У 1939 році виключений із членів ВКП(б). У 1941 році засуджений до 3-х років виправно-трудових таборів.
Подальша доля невідома. У списку депутатів Верховної Ради УРСР, складеному 1945 року, зазначено: «За припущенням розстріляний німцями (див. повідомлення начальника управління „СМЕРШ“ 1-го Українського фронту)».